# Таборовка
Таборовка (укр. Таборівка) — село в Вознесенском районе (Николаевской области) Николаевской области Украины.
Население по данным 2022 года составляло 1800 человек. Почтовый индекс — 56520. Телефонный код — 5134. Занимает площадь 3,532 км².

## История
В 1946 году указом ПВС УССР село Лагери Два-Три переименовано в Таборовку.

## Местный совет
56520, Николаевская обл., Вознесенский р-н, с. Таборовка, пл. Центральная, 1